# Kurnool (distrikt)
Kurnool (engelska: Kurnool district, tamil: கர்நூல் மாவட்டம், marathi: कुर्नूल जिल्हा, sanskrit: कर्नूलुमण्डलम्, hindi: कुर्नूल जिला, gujarati: કુર્નૂલ જિલ્લો, urdu: کرنول ضلع, teluga: కర్నూలు జిల్లా) är ett distrikt i Indien.   Det ligger i delstaten Andhra Pradesh, i den södra delen av landet, 1 500 km söder om huvudstaden New Delhi. Antalet invånare är 4 053 463. Arean är 17 658 kvadratkilometer. Kurnool gränsar till Raichur och Cuddapah.
Terrängen i Kurnool är huvudsakligen kuperad, men åt nordväst är den platt.
Följande samhällen finns i Kurnool:
- Kurnool
- Nandyal
- Adoni
- Emmiganūru
- Nandikotkūr
- Dhone
- Betamcherla
- Atmakūr
- Banganapalle
- Srīsailam
- Kosigi
- Ramāpuram